# Josephinia
Josephinia é um género botânico pertencente à família Pedaliaceae.

## Sinonímia
Pretreothamnus

## Espécies
| - Josephinia africana - Josephinia celebica - Josephinia eugenia - Josephinia eugeniae | - Josephinia grandiflora - Josephinia imperatricis - Josephinia papillosa |